# جيريمي ويست
جيريمي ويست (بالإنجليزية: Jeremy West)‏ هو راكب الكنو بريطاني، ولد في 29 أبريل 1961 في لندن في المملكة المتحدة.

## وصلات خارجية
- جيريمي ويست على موقع أوليمبيديا (الإنجليزية)
- جيريمي ويست على موقع اللجنة الأولمبية البريطانية (الإنجليزية)